# Préfecture de Nagano
La préfecture de Nagano (長野県, Nagano-ken) est une préfecture du Japon située sur l'île de Honshū.

## Histoire
Avant la mise en place du système des préfectures en 1871, la préfecture de Nagano était occupée par la province de Shinano.
En 1998, la ville de Nagano a accueilli les Jeux olympiques d'hiver.

## Géographie
Caractérisée par un relief élevé, cette préfecture n'a pas de débouché maritime.
Elle est entourée des préfectures de Niigata, Gunma, Saitama, Yamanashi, Shizuoka, Aichi, Gifu et Toyama.
Les villes principales sont Nagano, Matsumoto, Ueda, Iida et Saku. Nagano abrite le temple bouddhiste Zenko-ji. Le Matsumoto-jō (Château de Matsumoto) se trouve à Matsumoto et les vestiges d'Ueda-jō (Château d'Ueda) à Ueda. Le Suwa-jinja (sanctuaire shintoïste) est à Suwa, la cité près de Saku. 

### Villes
Liste des 19 villes de la préfecture :
| - Azumino - Chikuma - Chino - Iida - Iiyama - Ina - Komagane | - Komoro - Matsumoto - Nagano (capitale) - Nakano - Okaya - Ōmachi | - Saku - Shiojiri - Suwa - Suzaka - Tōmi - Ueda |

### Districts, bourgs et villages
Liste des 14 districts de la préfecture, ainsi que de leurs 22 bourgs et 36 villages (en italique):
| - District de Chiisagata Aoki Nagawa - District de Hanishina Sakaki - District de Higashichikuma Asahi Chikuhoku Ikusaka Omi Yamagata - District de Kamiina Iijima Minamiminowa Minowa Miyada Nakagawa Tatsuno - District de Kamiminochi Iizuna Ogawa Shinano | - District de Kamitakai Obuse Takayama - District de Kiso Agematsu Kiso (village) Kiso (bourg) Nagiso Ōkuwa Ōtaki - District de Kitaazumi Hakuba Ikeda Matsukawa Otari - District de Kitasaku Karuizawa Miyota Tateshina - District de Minamisaku Kawakami Kitaaiki Koumi Minamiaiki Minamimaki Sakuho | - District de Shimoina Achi Anan Hiraya Matsukawa Neba Ōshika Shimojō Takagi Takamori Tenryū Toyooka Urugi Yasuoka - District de Shimominochi Sakae - District de Shimotakai Kijimadaira Nozawaonsen Yamanouchi - District de Suwa Fujimi Hara Shimosuwa |

## Culture
Le poney Kiso est originaire de la région de Kiso de la préfecture. 
Le poète de haïku Kobayashi Issa, un des trois maîtres du haïkaï classique japonais, est originaire du bourg de Shinano où il a passé les quatorze premières années ainsi que les quinze dernières années de sa vie,.

## Jumelages
La préfecture de Nagano est jumelée avec les municipalités ou régions suivantes :
- Hebei (Chine) depuis le 11 novembre 1983 ;
- Missouri (États-Unis) depuis le 1er avril 1965.